# أندريه بيلي
أندريه بيلي (بالفرنسية: André Billy) هو كاتب وصحفي فرنسي، ولد في 13 ديسمبر 1882 في سانت كونتين في فرنسا، وتوفي في 11 أبريل 1971 في فونتينبلو في فرنسا.

## وصلات خارجية
- أندريه بيلي على موقع أرشيف الشارخ.